# Lijst van nationale parken in Nederland

Nationale parken in Nederland

Hieronder staat een lijst van de eenentwintig nationale parken in Nederland. Zeventien daarvan zijn in 2016 bij wet aangewezen als nationaal park. Daarnaast zijn er in Caribisch Nederland nog enkele reservaten, die voorheen erkend waren als Nationaal Park van de Nederlandse Antillen.

## Lijst
Nationale parken in Nederland zijn weergegeven in onderstaande tabel. In 2024 is Van Gogh Nationaal Park als park erkend, waarin het al langer bestaande park Loonse en Drunense Duinen op zal gaan.
| Naam park                                         | Provincie                   | Grootte (ha) | Ingesteld          | Kaart                                             | Foto                                       |
| ------------------------------------------------- | --------------------------- | ------------ | ------------------ | ------------------------------------------------- | ------------------------------------------ |
| Nationaal Park Lauwersmeer                        | Groningen, Friesland        | 6000         | 2003               | Kaart Lauwersmeer Nationaal Park                  | Lauwersmeer Nationaal Park                 |
| Nationaal Park Schiermonnikoog                    | Friesland                   | 5400         | 1989               | Kaart Schiermonnikoog Nationaal Park              | Schiermonnikoog National Park              |
| Nationaal Park De Alde Feanen                     | Friesland                   | 4000         | 2006               | Kaart Alde Feanen Nationaal Park                  | Alde Feanen Nationaal Park                 |
| Nationaal Park Drents-Friese Wold                 | Drenthe, Friesland          | 6100         | 2000               | Kaart Drents-Friese Wold Nationaal Park           | Drents-Friese Wold Nationaal Park          |
| Nationaal Park Dwingelderveld                     | Drenthe                     | 3700         | 1991               | Kaart Dwingelderveld Nationaal Park               | Dwingelderveld Nationaal Park              |
| Nationaal beek- en esdorpenlandschap Drentsche Aa | Drenthe                     | 10600        | 2002               | Kaart Drentse Aa Nationaal Park                   | Drentsche Aa Nationaal Landschap           |
| Nationaal Park Weerribben-Wieden                  | Overijssel                  | 10500        | 1992 (uitbr. 2009) | Kaart Weerribben-Wieden Nationaal Park            | Weerribben-Wieden Nationaal Park           |
| Nationaal Park Sallandse Heuvelrug                | Overijssel                  | 3500         | 2004               | Kaart Sallandse Heuvelrug Nationaal Park          | Sallandse Heuvelrug Nationaal Park         |
| Nationaal Park Nieuw Land                         | Flevoland                   | 28900        | 2018               | kaart Nieuw land                                  | Nieuw Land Nationaal Park                  |
| Nationaal Park Veluwezoom                         | Gelderland                  | 5000         | 1930               | Kaart Veluwezoom Nationaal Park                   | Veluwezoom Nationaal Park                  |
| Nationaal Park De Hoge Veluwe                     | Gelderland                  | 5500         | 1935               | Kaart De Hoge Veluwe Nationaal Park               | Hoge Veluwe Nationaal Park                 |
| Nationaal Park Utrechtse Heuvelrug                | Utrecht                     | 10000        | 2003 (uitbr. 2013) | Kaart Utrechtse Heuvelrug Nationaal Park          | Utrechtse Heuvelrug Nationaal Park         |
| Nationaal Park Duinen van Texel                   | Noord-Holland               | 4300         | 2002               | Kaart Duinen van Texel National Park              | Duinen van Texel National Park             |
| Nationaal Park Zuid-Kennemerland                  | Noord-Holland               | 3800         | 1995 (voorl. 1950) | Kaart Zuid-Kennemerland Nationaal Park            | Zuid-Kennemerland Nationaal Park           |
| Nationaal Park Oosterschelde                      | Zeeland                     | 37000        | 2002               | Kaart Oosterschelde Nationaal Park                | Oosterschelde Nationaal Park               |
| Nationaal Park De Biesbosch                       | Noord-Brabant, Zuid-Holland | 9000         | 1994               | Kaart Biesbosch Nationaal Park                    | Biesbosch National Park                    |
| Grenspark De Zoom - Kalmthoutse Heide             | Noord-Brabant, Antwerpen    | 3750         | 2001               | Kaart De Zoom - Kalmthoutse Heide Nationaal Park  | Zoom - Kalmthoutse Heide Cross-Border Park |
| Nationaal Park De Loonse en Drunense Duinen       | Noord-Brabant               | 3700         | 2002               | Kaart De Loonse en Drunense Duinen Nationaal Park | Loonse en Drunense Duinen Nationaal Park   |
| Nationaal Park De Groote Peel                     | Noord-Brabant, Limburg      | 1340         | 1993               | Kaart De Groote Peel Nationaal Park               | Groote Peel National Park                  |
| Nationaal Park De Maasduinen                      | Limburg                     | 4500         | 1996 (uitbr. 1998) | Kaart De Maasduinen Nationaal Park                | Maasduinen Nationaal Park                  |
| Nationaal Park De Meinweg                         | Limburg                     | 1700         | 1990               | Kaart De Meinweg Nationaal Park                   | Meinweg Nationaal Park                     |

Nationale parken in Caribisch Nederland, voor 10 oktober 2010 erkend als nationaal park van de Nederlandse Antillen, zijn:
| Naam park                           | Eiland         | Grootte (ha) | Ingesteld | Foto                                                                              | Kaart                                                                                       |
| ----------------------------------- | -------------- | ------------ | --------- | --------------------------------------------------------------------------------- | ------------------------------------------------------------------------------------------- |
| Bonaire National Marine Park        | Bonaire        | 2600         | 1979      | Uitzicht op Klein Bonaire, dat deel uitmaakt van het Bonaire National Marine Park | Lijst van nationale parken in Nederland (Bonaire) · Lijst van nationale parken in Nederland |
| Washington Slagbaai National Park   | Bonaire        | 5643         | 1969      | Overzicht van het park                                                            | Lijst van nationale parken in Nederland (Bonaire) · Lijst van nationale parken in Nederland |
| Sint Eustatius National Marine Park | Sint Eustatius | 2750         | 1996      | Sint Eustatius en omliggende wateren                                              |                                                                                             |
| Quill/Boven National Park           | Sint Eustatius | 340          | 1998      | Uitzicht op The Quill                                                             |                                                                                             |
| Saba National Marine Park           | Saba           | 1300         | 1987      | Diamond Rock                                                                      | Saba en omringende wateren                                                                  |
| Saba National Land Park             | Saba           | 43           | 1999      | Een zijde van Mount Scenery                                                       |                                                                                             |
| Sababank                            | Saba           | 220.000      | 2010      | Onderwaterleven op de Sababank                                                    |                                                                                             |

## Totalen
Volgens het CBS bedraagt de totale oppervlakte van Nederland 4.152.800 hectare.
Het totaal oppervlakte van de Nationale parken in Nederland bedraagt ruim 130.000 hectare. (Ter vergelijking: de provincie Utrecht beslaat 143.290 ha.)
Daarmee is meer dan 3% van het totale oppervlak van Nederland aangemerkt als Nationaal Park.

## Afgewezen en mogelijk nieuwe gebieden
Naast bovenstaande gebieden kwamen volgens de overheidsinstanties die daarmee waren belast, verschillende andere gebieden in aanmerking om nationaal park te worden, maar deze zijn uiteindelijk afgewezen. Dit zijn onder meer:
- Duinen bij Den Haag-Wassenaar
- Duinen bij De Zilk - Zuid-Holland (gemeente Noordwijk)
- Duinen van Schoorl (Schoorlse Duinen) en Wijk aan Zee
- Gelderse Poort
- Grevelingen
- Montferland (streek)
- Ooster- en Westerzand - Drenthe (ten noorden van Havelte en Uffelte, gemeente Westerveld)
- Terschelling
- Vlieland (gemeente)
- Voornes Duin

In 2016 is weer een discussie gestart over de uitbreiding van het aantal nationale parken. In beeld waren ook enkele eerder afgewezen gebieden, waaronder de Oostvaardersplassen en de Hollandse Duinen tussen Hoek van Holland en Noordwijk. De Oostvaardersplassen zijn als onderdeel van het NP Nieuw land in 2018 aangewezen. Van de andere gebieden die zich hebben aangemeld is in 2024  nationale park het Brabantse gebied Van Gogh als nationaal park erkend, waarin het bestaande park Loonse en Drunense duinen op zal gaan.